# Resistenza caratteristica
Si intende come resistenza caratteristica di un materiale strutturale un valore di resistenza valutato su base statistica, a partire da prove meccaniche su campioni estratti da una data popolazione. 
Per i materiali da costruzione la resistenza caratteristica è il quantile di ordine k della relativa distribuzione, cioè quel valore che è superato con probabilità pari a (1-k). 
Correntemente si adotta per k il valore 0,05; dunque la resistenza caratteristica è il quantile 5% della popolazione, valore che dovrebbe essere superato nel 95% dei casi dai valori effettivi ottenuti nelle prove.